# Curtatone
Pour les articles homonymes, voir Curtatone (homonymie).
Curtatone est une commune italienne de la province de Mantoue, dans la région Lombardie.

## Géographie
Le territoire de la commune de Curtatone est inclus, depuis 1984, dans le Parc naturel régional du Mincio.

## Culture

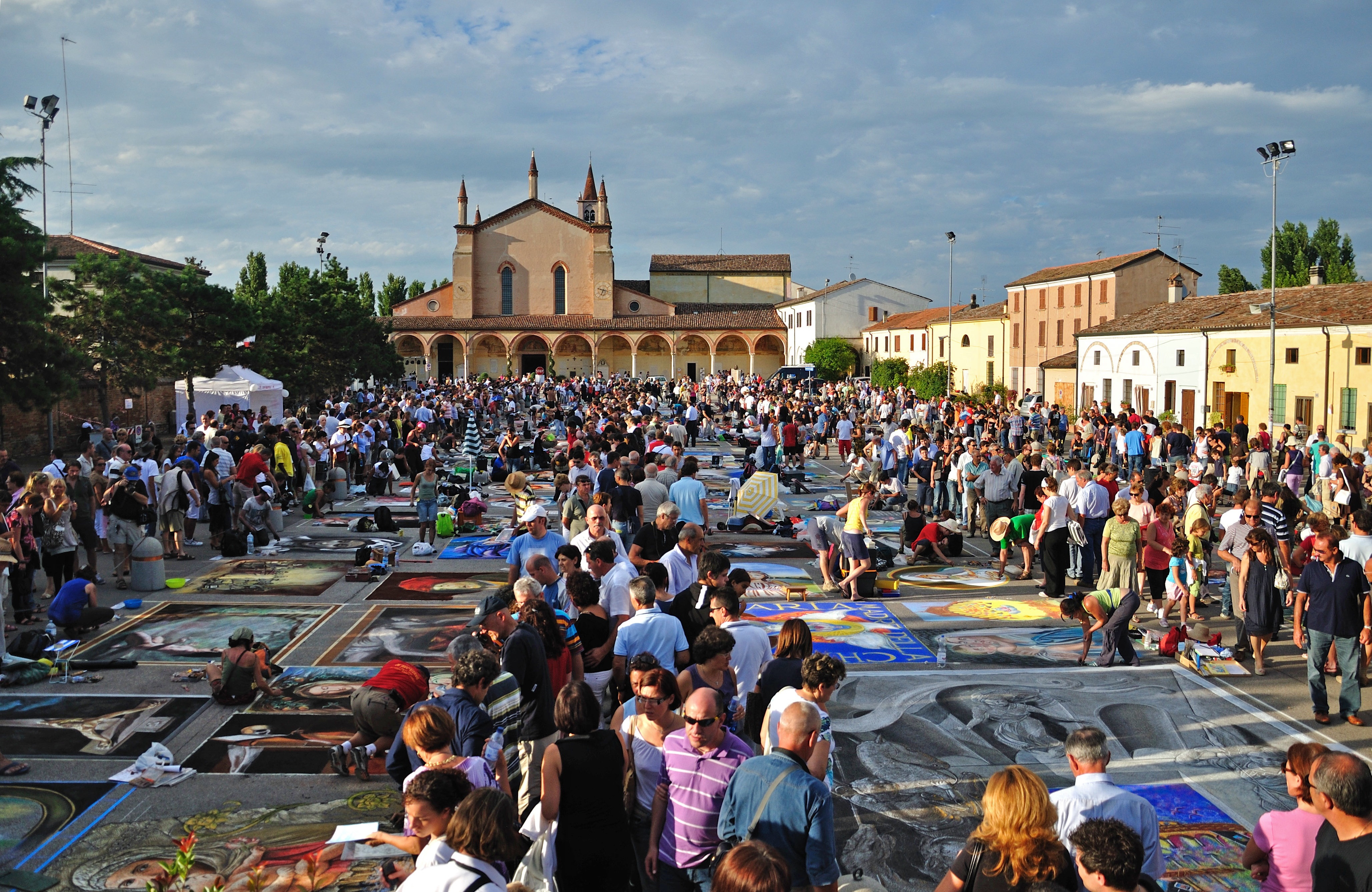
Parvis (Sagrato) de Santa Maria delle Grazie de Curtatone.

- Exposition de dessin de rue à la craie des Madonnari sur la parvis de Santa Maria delle Grazie.

## Administration
| Période                                  | Période  | Identité         | Étiquette    | Qualité |
| ---------------------------------------- | -------- | ---------------- | ------------ | ------- |
| 2010                                     | 2015     | Antonio Badolato | Lista Civica |         |
| 2015                                     | en cours | Carlo Bottani    | Lista Civica |         |
| Les données manquantes sont à compléter. |          |                  |              |         |

Il y a une rue à Milan qui porte ce nom (Via Curtatone).

### Hameaux
Buscoldo, Eremo, Grazie, Levata, Montanara, Ponteventuno, San Lorenzo, San Silvestro.

### Communes limitrophes
Borgoforte, Castellucchio, Mantoue, Marcaria, Porto Mantovano, Rodigo, Virgilio.